# آر۱ (راکتور هسته‌ای)

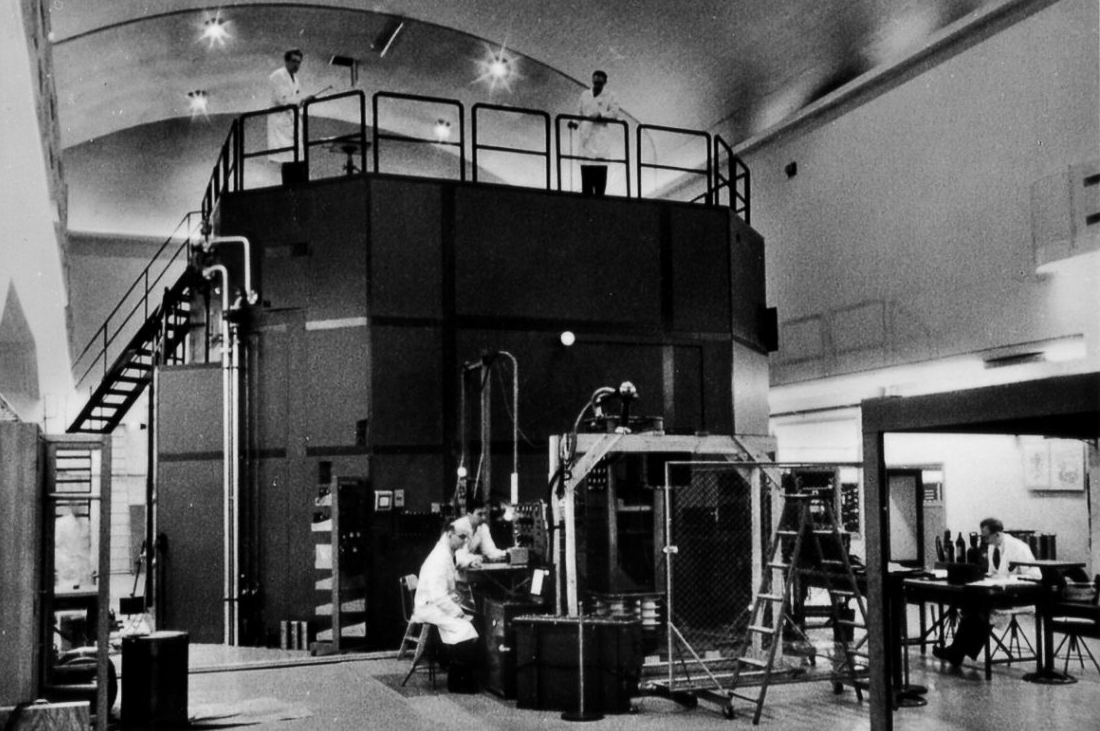
راکتور هسته‌ای آر۱ در دهه ۱۹۶۰ میلادی

آر۱ (به انگلیسی: R1)اولین راکتور هسته‌ای سوئد و یک راکتور تحقیقاتی بود که در محوطه مؤسسه سلطنتی فناوری کی‌تی‌اچ در والهالاگن در مرکز استکهلم، در صخره‌ای زیر ساختمان‌های امروزی کیو واقع شده بود. این رآکتور از ۱۳ ژوئیه ۱۹۵۴ تا ۶ ژوئن ۱۹۷۰ فعال بود. رآکتور برچیده شد و امروزه چیزی از آن باقی نمانده است؛ با این حال سالن رآکتور هنوز وجود دارد.

## تاریخچه
با نزدیک شدن به پایان جنگ جهانی دوم دولت سوئد در سال ۱۹۵۰ گروهی از فیزیک‌دانان و مهندسان را برای مطالعه و یادگیری بیشتر در مورد اصول اولیه فیزیک راکتور، تابش، مواد و غیره، و همچنین تولیدایزوتوپ‌های پزشکی تشکیل داد. ظرفیت اولیه این رآکتور ۳۰۰ کیلووات بود، اما بعدها به ۱ مگاوات افزایش یافت. آر۱ در یک سالن بزرگ شبیه به یک کلیسای جامع قرار داشت که به آن لقب «کلیسای جامع علم و فناوری» را داده بودند. رالف سیورت به‌عنوان رئیس بخش تشعشعات در مؤسسه سلطنتی فناوری کی‌تی‌اچ خدمت می‌کرد و مجوز راه‌اندازی این رآکتور را صادر کرد. خیلی زود آر۱ توسط استودسویک برای تحقیقات هسته‌ای کنار گذاشته شد و در ۶ ژوئن ۱۹۷۰ برچیده شد.

## نگارخانهآر۱ کی‌تی‌اچ در ۲۰۲۱منابع
1. ↑  "Sweden's Reactor 1 – then and now - Nuclear Engineering International". www.neimagazine.com. Retrieved 2021-03-03.

- مشارکت‌کنندگان ویکی‌پدیا. «R1 (nuclear reactor)». در دانشنامهٔ ویکی‌پدیای انگلیسی، بازبینی‌شده در ۱۰ ژوئن ۲۰۲۵.